# RSD-1型柴油机车
RSD-1型柴油机车是一种由美国机车公司在第二次世界大战期间研制的电传动柴油机车，于1942年研制成功，至1946年停产共计生产150台。

## 发展历史
1941年6月，德国突然向苏联发起巴巴羅薩行動，苏德战争全面展开；同年7月，英国和苏联达成协议，两国在对德战争中给予对方必要的帮助，盟军还同意立即向苏联提供其急需的军火武器和其他战略物资。然而，由于当时苏联在远东的港口皆处于日本海军的严密监视之下，而如果向苏联西部面向北冰洋及黑海的港口运送援助，亦处处受到德国海军的威胁。因此，盟国在当时能马上使用的唯一一条援助苏联的路线，就是从波斯湾港口出发、直抵达巴库和里海的伊朗纵贯铁路。为了夺取伊朗纵贯铁路的控制权，英苏两国向伊朗发起了军事行动。1942年1月，伊朗与英国和苏联签署了三国同盟条约，盟国开始占领伊朗。
然而，由于伊朗铁路的运输能力非常有限，从而使得盟国的大量援苏物资堆积在港口，而驻伊英军却对此束手无策，未能及时得到援助物资的苏联则一再指责盟国在提供援助方面的不作为。在这种情况下，英国与美国对此问题进行了频繁协商，时任美国总统罗斯福建议由美国接管伊朗铁路的运营，已经无力于此的英国对此只能表示支持。1942年9月，英美参谋长联合委员会（CCS）决定，由美国陆军新设立的波斯湾后勤司令部接管之前英国控制的伊朗运输事宜。

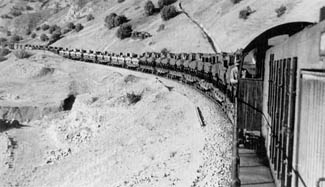
RSD-1型机车牵引货物列车运行在伊朗纵贯铁路

为了满足伊朗纵贯铁路的运输需求，美国陆军向美国机车公司订购了大批柴油机车。美国机车公司根据美军的需要，在RS-1型四轴柴油机车的基础上，开发研制了RSD-1型六轴柴油机车。采用六轴设计的原因，是提高机车的粘着牵引力，以适应伊朗纵贯铁路的较大坡度，及当地恶劣的气候条件，并降低机车轴重以机车减少对线路的损害。除了走行部结构外，机车其余部分与RS-1型柴油机车相同。首批RSD-1型柴油机车于1942年11月随同美军登陆伊朗。同时，美军并对伊朗的铁路进行大范围改造，以提高线路运输能力，而事实上也取代了巨大的效果。RSD-1型柴油机车共有三个生产批次，首两批机车（E1645、E1646）是为美国陆军提供，而第三批（E1641）是战后为墨西哥国家铁道提供的机车。

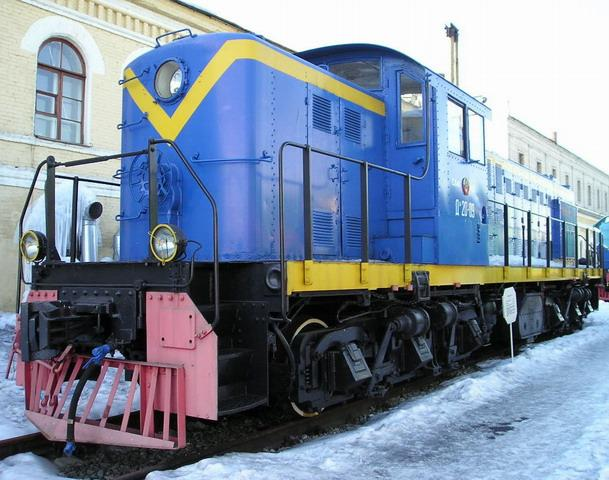
今保存于圣彼得堡铁道博物馆的D^{a}20-09号机车

鉴于RSD-1型柴油机车在伊朗纵贯铁路的良好表现，这种机车也吸引了苏联方面的兴趣。1943年，苏联人民委员会开始讨论从美国引进柴油机车的计划。1945年，美国批准向苏联提供70台RSD-1型柴油机车，但根据美国方面的纪录，其中12台机车在经海路送往苏联途中货轮被德国潜艇击沉，而根据苏联的纪录，苏联方面共接收了68台机车，仅有2台机车在运输途中损失。这些RSD-1型机车在苏联被定型为Da20型（Да20），其中“Д”代表柴油机车、“а”代表美国机车公司制造、“20”代表轴重为20吨；1947年后，又改称为Da型（Да）。
1945年7月，第二次世界大战的欧洲战事结束后，美国、苏联、英国在德国波茨坦举行了波茨坦会议。苏联铁道部为接载斯大林赴德国的专运列车选定了一台Da型柴油机车，担当此次专运任务。根据文献记载，该台专运机车为Da20-27号机车。
苏联的哈尔科夫运输机械制造厂通过逆向仿制RSD-1型柴油机车，于1947年成功试制了TE1型柴油机车，此后又在此基础上开发出双节重联的TE2型柴油机车，以及应用于寒冷地区的TE5型柴油机车。

## 机车列表
| 用户            | 机车数量        | 机车编号        | 备注                               |
| 生产批次：E1645 | 生产批次：E1645 | 生产批次：E1645 | 生产批次：E1645                    |
| --------------- | --------------- | --------------- | ---------------------------------- |
| 美国陆军        | 44              | 8013～8056      |                                    |
| 生产批次：E1646 |                 |                 |                                    |
| 美国陆军        | 30              | 8600～8629      | 战后交付苏联，改称Да20-1～Да20-30  |
| 美国陆军        | 11              | 8630～8640      | 战后交付苏联途中损失               |
| 美国陆军        | 8               | 8641～8648      | 战后交付苏联，改称Да20-31～Да20-38 |
| 美国陆军        | 1               | 8649            | 战后交付苏联途中损失               |
| 美国陆军        | 30              | 8650～8679      |                                    |
| 美国陆军        | 20              | 8680～8699      | 战后交付苏联，改称Да20-39～Да20-58 |
| 生产批次：E1641 |                 |                 |                                    |
| 墨西哥国家铁道  | 6               | 5700–5705       |                                    |

## 参看
- RS-1型柴油机车
- RSC-1型柴油机车
- TE1型柴油机车